# Acalypha ambigua
Acalypha ambigua är en törelväxtart som beskrevs av Ferdinand Albin Pax. Acalypha ambigua ingår i släktet akalyfor, och familjen törelväxter. Inga underarter finns listade i Catalogue of Life.